# Mélissa Diawakana
Pauline Mélissa Diawakana (ur. 24 października 1992 w Kinszasie) – kongijska koszykarka grająca na pozycji rozgrywającej, posiadająca także francuskie obywatelstwo.
5 stycznia 2018 została zawodniczką Energi Toruń.

## Osiągnięcia
Stan na 29 sierpnia 2019, na podstawie, o ile nie zaznaczono inaczej.
Drużynowe
- Wicemistrzyni Anglii (WBBL – 2016)
- Mistrzyni sezonu regularnego WBBL (2016)
- Finalistka pucharu:
  - Francji (2008)
  - Polski (2019)[5]
- Uczestniczka rozgrywek Eurocup (2013/2014, 2017/2018)

Indywidualne
(* – nagrody przyznane przez portal Eurobasket.com)
- Zaliczona do I składu defensywnego WBBL (2016)
- Liderka ligi słowackiej w:
  - asystach (2018)
  - przechwytach (2018)